# Zalmoxis sarasinorum
Zalmoxis sarasinorum is een hooiwagen uit de familie Zalmoxioidae.